# Becel
Becel är ett varumärke för bordsmargarin som ägs av Upfield. Svenska Becelprodukter har historiskt producerats i fabriken i Helsingborg, men kommer framöver att produceras utomlands följande ett beslut att flytta produktionen utomlands.

## Namnet
Namnet Becel har sitt ursprung i den engelska akronymen BCL som står för Blood Cholesterol Lowering. När Becel introducerades uppnåddes den blodkolesterolsänkande effekten genom att modifiera triacylglycerolprofilen (TAG) för fettet som används i margarinet: en ökad nivå av fleromättade fettsyror (PUFA) minskar kolesterolnivån i blodet. I ett flertal länder introducerades produkter under varumärket "Pro-activ". Dessa produkter är baserade på effekterna av växtsteroler och sterolestrar på blodkolesterolsänkning.

## Historia
År 1960 lanserades Becel i Nederländerna men det dröjde ytterligare 10 år tills att Becel lanserades i Sverige, då under namnet Solo. I slutet av 80-talet byttes namnet till Nytta och sedan 1999 heter det Becel även i Sverige. I mitten av 2018 sålde Unilever Becel till Upfield.
Becel marknadsförs med sitt innehåll av omega-3 och omega-6.
Becel säljs i ett flertal länder såsom Belgien, Brasilien, Bulgarien, Kanada, Danmark, Estland, Finland, Tyskland, Grekland, Nederländerna, Portugal, Rumänien, Slovenien, Sverige och Turkiet.
I Storbritannien, Irland, Spanien, Slovakien, Polen, Tjeckien, Australien, Nya Zeeland och Sydafrika säljs produkterna under namnet Flora, i Frankrike under namnet Fruit d'Or, i Israel under namnet Mazola och i USA under namnet Promise.

## Ingredienser

### Margarin
Becel Lätt Omega 3: Vatten, vegetabilisk olja (solros 18%, linfrö 8%, raps 4%, palm#), modifierad stärkelse, salt 1%, kaliumklorid, emulgeringsmedel (mono- och diglycerider från vegetabiliska fettsyror, solroslecitin), konserveringsmedel (kaliumsorbat), syra (citronsyra), naturlig arom, A- och D2-vitamin. #Spårbar och hållbart certifierad palmolja.
Becel Gold: Vegetabilisk olja (raps 22%, solros 21%, palm#, linfrö 9%), vatten, salt (1%), emulgator (solroslecitin), naturlig arom, vinäger, A- och D2 vitamin. #Spårbar och hållbart certifierad palmolja.
Becel med smör & solrosolja: Vegetabilisk olja (solros 32%, palm#, linfrö, raps), vatten, kärnmjölk, smör (9%), havssalt (1%), emulgeringsmedel (solroslecitin), naturlig arom (MJÖLK), konserveringsmedel (kaliumsorbat), syra (mjölksyra), vitamin A och D. Fett 70%: vegetabiliskt fett 63% och mjölkfett 7%. # Spårbar och hållbart certifierad palmolja.
Becel oliv: Vatten, vegetabiliska oljor (30%) (solros (16%), linfrö (7%), palm# (5%), raps (2%)), olivolja (8%) – sammansatt av raffinerad olivolja och jungfruolja, modifierad stärkelse, salt (0,9%), emulgeringsmedel (mono- och diglycerider av vegetabiliska fettsyror, solroslecitin), konserveringsmedel (kaliumsorbat), syra (citronsyra), naturlig arom, Vitamin A- och D2. #Innehåller 100% certifierad och hållbar palmolja.

### Flytande
Becel flytande margarin: Vegetabilisk olja 77% (solros, raps, linfrö), vatten, fullhärdad rapsolja, kaliumklorid, emulgeringsmedel (solros- och SOJALECITIN), syra (citronsyra, kaliumcitrater), arom, vitamin A och D₂.
Becel oil blend: 80 % vegetabilisk olja (solros, raps, lin), 20 % olivolja.